# Горн (Новосибирская область)
Горн — деревня в Болотнинском районе Новосибирской области России. Входит в состав Светлополянского сельсовета.

## География
Площадь деревни — 10 гектар

## Население
| 2002 | 2007 | 2010 |
| ---- | ---- | ---- |
| 109  | →109 | ↗115 |

## Инфраструктура
В деревне по данным на 2007 год отсутствует социальная инфраструктура.